# إدواردو موندلين
إدواردو شيفامبو موندلين (20 يونيو 1920 - 3 فبراير 1969) شغل منصب رئيس جبهة تحرير موزامبيق (FRELIMO) من عام 1962، وهو العام الذي تأسس فيه فريليمو في تنزانيا، حتى اغتياله في عام 1969. كان عالمًا أنثروبولوجيًا من حيث المهنة. عملت في جامعة سيراكيوز.

## النشأة
الرابع من 16 ولدا لرئيس قبلي من البانتو - تسونغا، ولد موندلين في "نواجاني"، مقاطعة ماندلاكازي في محافظة غزة"، [3] في شرق إفريقيا البرتغالية (موزمبيق) في عام 1920. وقد تم تطويره في الماضي، ولكن يتم تنفيذه الآن في مدرسة سويسرية - المشيخية بالقرب من مانجاكاز. ترانسفال، جنوب أفريقيا، مدرسة شيرلي الابتدائية في مدرسة شيرلي الابتدائية في مدرسة شيرلي الابتدائية بالقرب من مناطق ووترفال، فوق مستشفى إيليم، مدرسة يان هوفميير للخدمة الاجتماعية قبل التسجيل في جامعة ويتواترسراند في جوهانسبرغ بعد عام 1949، بعد ظهور حكومة الفصل العنصري، في يونيو 1950 دخل موندلان جامعة لشبونة، في لشبونة، عاصمة البرتغال. بطلب من موندلين تم نقله إلى الولايات المتحدة، حيث دخل كلية أوبرلين في أوهايو في سن 31، بموجب منحة فيلبس ستوكس. التحق موندلين في كلية أوبرلين في أوبرلين، أوهايو، في عام 1951، بدءا من صغار، وفي عام 1953 حصل على شهادة في علم الإنسان وعلم الاجتماع. واصل دراسته في جامعة نورث وسترن في إيفانستون، إلينوي. حصل موندلين على ماجستير ودكتوراه من جامعة نورث وسترن وتزوجت جانيت راي جونسون، وهي امرأة أمريكية بيضاء من ولاية إنديانا عاشت في ضواحي شيكاغو.

## علم الأنثروبولوجيا
بدأ موندلين العمل في عام 1957 كمسؤول أبحاث في إدارة الوصاية في الأمم المتحدة مما مكنه من السفر إلى أفريقيا. [4] استقال من منصب غير مؤهل للمشاركة السياسية. أصبح أستاذًا مساعدًا في علم الإنسان في جامعة سيراكيوز وساعد في تطوير برنامج دراسات شرق إفريقيا هناك. في عام 1963، استقال من منصبه في سيراكيوز للانتقال إلى تنزانيا للانخراط بشكل كامل في الكفاح من أجل التحرير.

## النشاط السياسي
بعد التخرج، أصبح إدواردو موندلين مسؤولاً في الأمم المتحدة. أحد أهم مستشاري أنطونيو دي أوليفيرا سالازار، أدريانو موريرا، وهو عالم سياسي تم تعيينه في منصب وزير الخارجية في البرتغال (Ministro do Ultramar)، يضع نظام موندلان في الأمم المتحدة. مع الاعتراف بصفاته ومحاولة جلبه إلى الجانب البرتغالي من خلال تقديم وظيفة في إدارة موزمبيق البرتغالية. ومع ذلك، لم يبد موندلين اهتماما كبيرا بالاقتراح وانضم لاحقا إلى الحركات الموزمبيقية المؤيدة للاستقلال في تنزانيا، التي تفتقر إلى قائد موثوق. [5] في عام 1962، تم انتخاب موندلان رئيسًا لجبهة تحرير موزمبيق (Frente de Libertação de Moçambique) أو FRELIMO (مؤلفة من عناصر من مجموعات مستقلة صغيرة). في عام 1963 استقر مقر FRELIMO خارج موزمبيق في دار السلام، تنزانيا. بدعم من عدة دول غربية واتحاد الجمهوريات الاشتراكية السوفياتية، بالإضافة إلى العديد من الدول الإفريقية، بدأ FRELIMO حربًا عام 1964 للحصول على استقلال موزامبيق عن البرتغال. في سنوات FRELIMO المبكرة، تم تقسيم قيادتها إلى قسمين: وشارك في هذا الرأي دوس سانتوس وماشيل وتشيسانو وأغلبية اللجنة المركزية للحزب. أراد خصومهم، البارزين من بينهم نكافاندام وسيمانجو، الاستقلال، ولكن ليس تغييراً جوهرياً في العلاقات الاجتماعية: في الأساس استبدال نخبة سوداء للنخبة البيضاء. تمت الموافقة على الموقف الاشتراكي من قبل مؤتمر الحزب الثاني، الذي عقد في يوليو 1968. أعيد انتخاب موندلين رئيسا، واعتمدت إستراتيجية الحرب المطولة القائمة على دعم الفلاحين.

## الموت
في عام 1969، تم إطلاق مقر FRELIMO في دار السلام بتنزانيا. إنها صديقة أمريكية، بيتي كينغ، قتله. [6] لا يزال القتل دون حل. [7]
وقد اقترحت النظريات التي تنطوي على «منافسة Mondlane داخل FRELIMO، والسياسيين التنزانيين، والجهات الفاعلة الدولية، والخدمة السرية البرتغالية، وخاصة الصحافة Aginter، وهي منظمة سرية البرتغالية المناهضة للشيوعية». [7] يدعي وكيل شرطة الأمن العام السابق أوسكار كاردوسو أن وكيل شركة PIDE Casimiro Monteiro زرع القنبلة التي قتلت إدواردو موندلين.

## روابط خارجية
- إدواردو موندلين على موقع الموسوعة البريطانية (الإنجليزية)
- إدواردو موندلين على موقع مونزينجر (الألمانية)